# 尼子久幸
尼子 久幸（あまご ひさゆき）は、戦国時代の武将。尼子氏の家臣。

## 生涯
出雲国守護代・尼子清定の子として誕生。
享禄3年（1531年）、「尼子氏過去帳」において尼子下野守殿子息が死去したあり、法名「源春禅定門」と記される。若くして嫡男を失ったことが確認され、のちに父が戦死したことで家督継承した詮幸の幼名が、次郎四郎なのも次男だからである。
天文9年（1540年）、大内氏との対立が激しくなり、主君の尼子詮久（のちの尼子晴久）は、豊後国の大友氏などの反大内勢力と結託し、大内義隆への圧力を強める。その一環に安芸守護・安芸武田氏の要請を受け入れ、尼子から大内へと寝返った安芸国国人の毛利元就の討伐を決定し、久幸もこれに同行した。
当初は尼子側に有利な形勢だったものの、その多くが尼子配下の軍勢ではなかった。そのため指揮系統は混乱しやすく敗走を重ね、補給路の確保もできぬまま長期戦へともつれこんだ。翌天文10年（1541年）の1月、宮崎長尾の戦いにて、大内方の陶隆房（陶晴賢）が尼子本陣を奇襲し、久幸は戦死したとされる（吉田郡山城の戦い）。
久幸の亡骸は毛利氏によって安芸吉田に埋葬された。現在も碑文と共に尼子下野守義勝の墓と供養塔が建つ。月山富田城近隣の城安寺（島根県安来市）にも墓石が残っている。
家督は後に次男・次郎四郎詮幸が継いだ。

## "臆病野州"の由来
尼子経久の隠居後、経久の孫である尼子詮久（のちの晴久）が尼子氏当主となった。詮久は毛利元就が尼子氏を離反し大内氏に従属したことに激怒。天文8年（1539年）11月、毛利氏本拠である安芸国吉田郡山城への遠征を翌年に行うと決定した。久幸は経久とともに無謀な計画に反対したが、血気にはやる詮久は聞く耳を持たず、久幸を「臆病野州」（野州とは下野国の別称であり、下野守であった久幸のこと）と罵った。
久幸は胸の内に暗いものを持ちながらも夏の第一次遠征に従軍したが、宍戸元源により道を塞がれ撤退。その後、秋から冬にかけての第二次遠征にも従軍し、吉田郡山城を攻囲する。しかし、戦況が尼子方不利のまま、大内氏の援軍が毛利氏救援に到着し、その不利は決定的なものとなった。
天文10年（1541年）1月13日に行われた戦いで、大内勢の猛攻が尼子詮久の身辺に及ぶにつき、久幸は「臆病野州の最期を見よ」と手勢500を率いて敵中に突撃。数十人討ち取るも、物見に来ていた毛利家臣・中原善左衛門の放った矢を額に受け落馬し、ついに見事な最期を遂げた。
以上が軍紀物に記される久幸の最後である。ただし、近年の研究により、天文8年11月に月山富田城にて評定が行われたという一連の話は毛利氏による脚色とされる（詳細は吉田郡山城の戦い#背景を参照）。